# Gelenau/Erzgeb.
Gelenau/Erzgeb., Gelenau/Erzgebirge – gmina w Niemczech, w kraju związkowym Saksonia, w okręgu administracyjnym Chemnitz, w powiecie Erzgebirgskreis.

## Współpraca
Miejscowości partnerskie:
- Hasbergen, Dolna Saksonia
- Nagyhegyes, Węgry
- Nové Sedlo u Žatce, Czechy
- Parry Sound, Kanada
- gmina Skørping, Dania